# Дагенем энд Редбридж
«Да́генем энд Ре́дбридж» (англ. Dagenham & Redbridge Football Club) — английский профессиональный футбольный клуб из Дагенема, округ Баркинг и Дагенем, Большой Лондон. Образован в 1992 году в результате объединения клубов «Редбридж Форест» и «Дагенем». Цвета команды — синий и красный.
В настоящее время выступает в Национальной лиге, пятом по значимости дивизионе в системе футбольных лиг Англии.

## Стадион

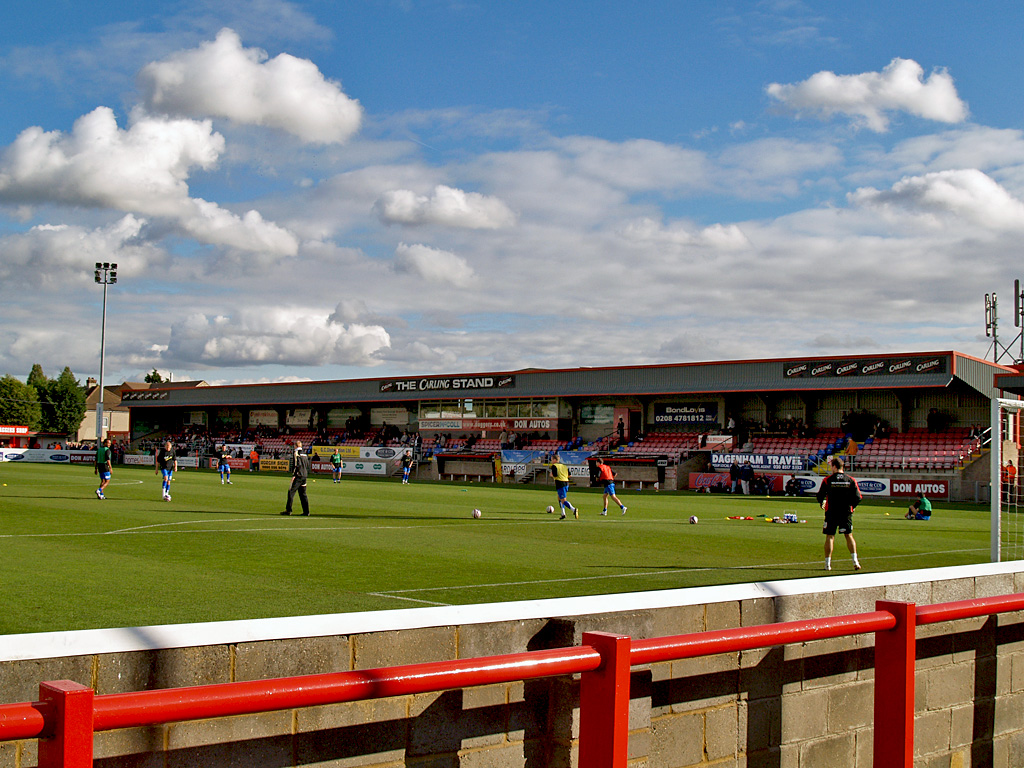
Трибуна Карлинг

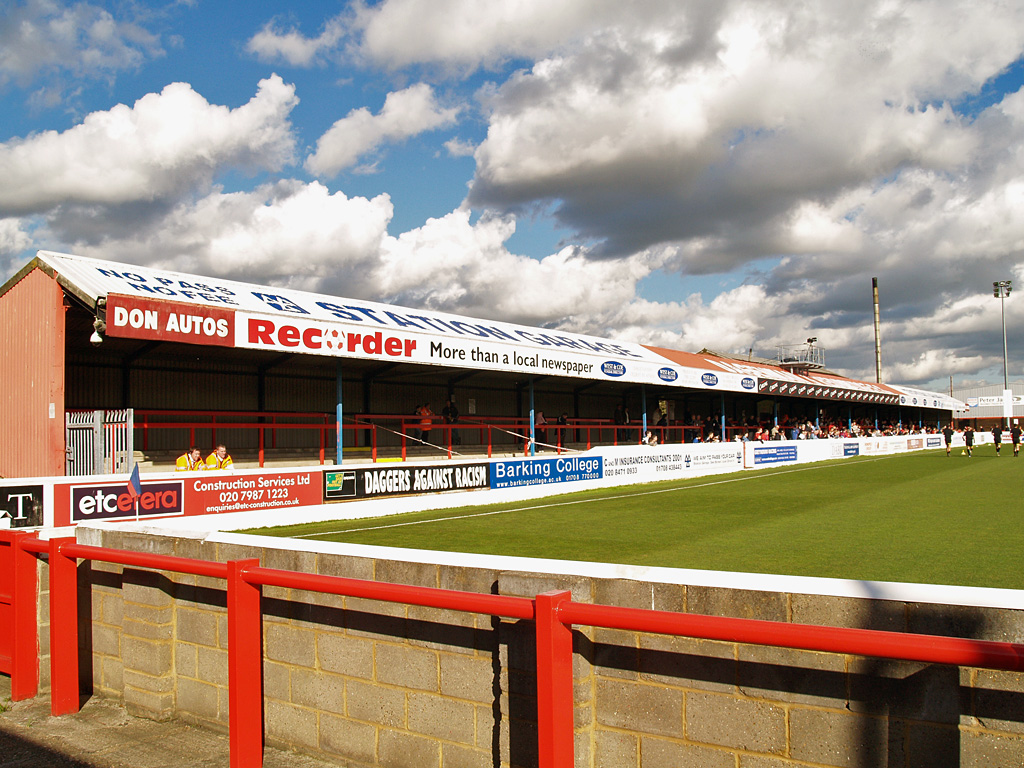
Северная трибуна

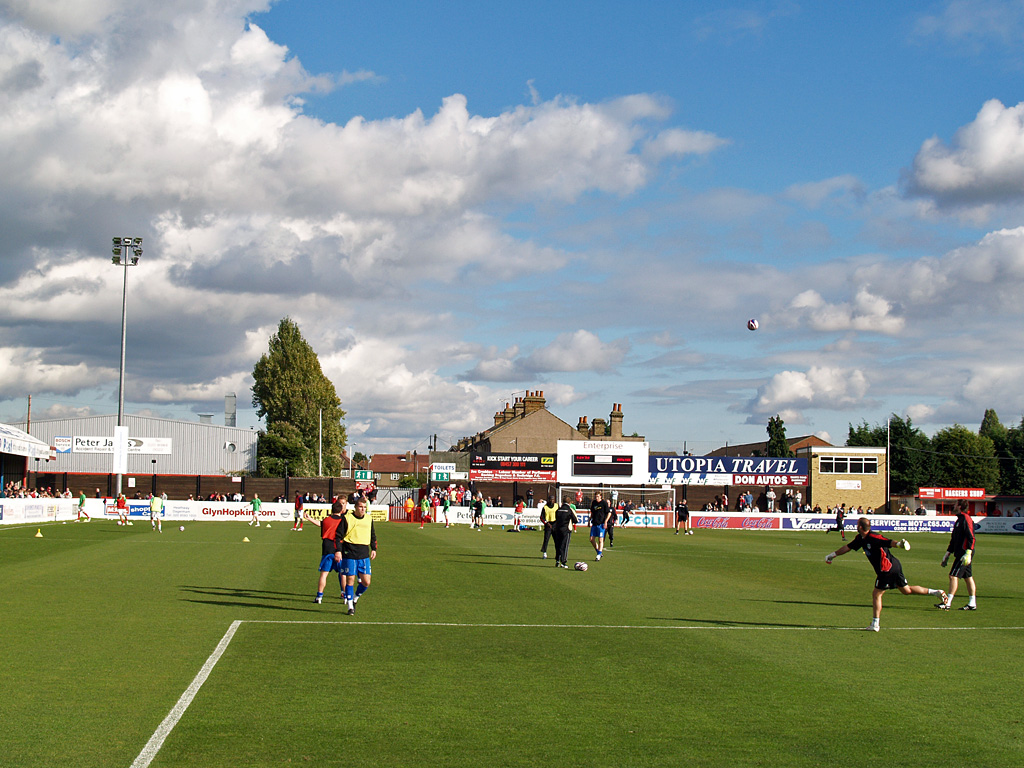
Трибуна Боро Роуд Энд

Домашние матчи проводит на стадионе «Виктория Роуд».  В 1917 году сделали футбольное поле для работников местной фабрики. В середине 50-х годов построена главная трибуна, забор, туалеты, освещение. Здесь начал проводить домашние матчи «ФК Дагенхэм». В последуещем проводились улучшения для соответствия норм английского футбола. В 1990-х и 2000-х годах по спонсорским соглашениям были построены еще три трибуны. В 2012 году установлено новое освещение. На стадионе проводили международные матчи женская сборная Англии  и юниорская сборная.

## История
Команда-победитель Национальной лиги сезона 2006/07. В сезоне 2009/10 «Дагенем энд Редбридж» занял наивысшее в своей истории 7-е место во Лиге 2 и получил право побороться за выход в Лигу 1 в плей-офф. Разгромив в полуфинале дома «Моркам» со счетом 6:0 (рекорд плей-офф) и уступив в гостях 1:2, команда вышла в финал, где выиграла у «Ротерем Юнайтед» со счётом 3:2. Таким образом, клуб впервые в своей истории вышел в Лигу 1.

## Достижения
Лига 2
- Победитель плей-офф: 2009/10

Национальная конференция
- Чемпион: 2006/07
- Финалист плей-офф: 2002/03

Истмийская лига
- Чемпион : 1999/00

ФА Трофи
- Финалист: 1997

Старший кубок Эссекса
- Победитель: 1998, 2001
- Финалист: 2002

## История выступлений
| Сезон     | Лига                             | Место |
| 1993/94   | Футбольная Конференция           | 6     |
| 1994/95   | Футбольная Конференция           | 15    |
| 1995/96   | Футбольная Конференция           | 22    |
| 1996/97   | Истмийская лига Премьер Дивизион | 4     |
| 1997/98   | Истмийская лига Премьер Дивизион | 4     |
| 1998/99   | Истмийская лига Премьер Дивизион | 3     |
| 1999/2000 | Истмийская лига Премьер Дивизион | 1     |
| 2000/01   | Футбольная Конференция           | 3     |
| 2001/02   | Футбольная Конференция           | 2     |
| 2002/03   | Футбольная Конференция           | 5     |
| 2003/04   | Футбольная Конференция           | 13    |
| 2004/05   | Национальная Конференция         | 11    |
| 2005/06   | Национальная Конференция         | 10    |
| 2006/07   | Национальная Конференция         | 1     |
| 2007/08   | Вторая лига                      | 20    |
| 2008/09   | Вторая лига                      | 8     |
| 2009/10   | Вторая лига                      | 7     |
| 2010/11   | Первая лига                      | 21    |
| 2011/12   | Вторая лига                      | 19    |
| 2012/13   | Вторая лига                      | 22    |
| 2013/14   | Вторая лига                      | 9     |
| 2014/15   | Вторая лига                      | 14    |
| 2015/16   | Вторая лига                      | 23    |
| 2016/17   | Национальная лига                | 4     |
| 2017/18   | Национальная лига                | 10    |
| 2018/19   | Национальная лига                | 18    |
| 2019/20   | Национальная лига                | 17    |